# Aschbach (Anlauter)
Der Aschbach ist ein rechter Zufluss der Anlauter bei Burgsalach im mittelfränkischen Landkreis Weißenburg-Gunzenhausen.

## Verlauf
Der Aschbach entspringt auf einer Höhe von 546 m ü. NN am östlichen Ortsrand von Pfraunfeld auf einer Hochfläche der Weißenburger Alb, einem Höhenzug der Fränkischen Alb. Er fließt beständig in östliche Richtung. Der Aschbach mündet nach einem Lauf von etwa 0,8 Kilometern auf einer Höhe von 524 m ü. NN östlich von Pfraunfeld von rechts in die Anlauter. Der Bach durchquert während seines gesamten Verlaufs eine weite Offenlandschaft.